# کاترین ۲۶۱۲
سیارک ۲۶۱۲ (به انگلیسی: 2612 Kathryn، نامگذاری:1979DE) دو هزار و ششصد و دوازدهمین سیارک کشف شده‌است که در ۲۸ فوریه ۱۹۷۹ کشف شد.
قدر مطلق سیارک برابر ۱۰٫۸۰ است.